# 디네그로역
디네그로역 (Dinegro)은 제노바 지하철의 역이다. 이탈리아 제노바 파솔로 구의 밀라노 거리와 디네그로 광장이 만나는 지점에 위치해 있으며, 디네그로 광장에서 이름을 따왔다. 제노바의 사업지구인 산베니뇨 구에서 바로 동쪽에 위치해 있으며 제노바 항의 페리 승착장과도 가깝다. 역외 거리에는 버스 정류장이 여러 곳 있으며 버스와 트롤리버스 노선 여러 개가 다닌다.
이탈리아의 건축가 렌초 피아노가 설계하였으며 1990년 6월 13일에 문을 열었다. 지상에서 약 5m 깊이에 있으며 계단 한층을 타고 내려가면 승강장에 도달한다.